# Miep Giesová

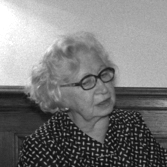
Miep Giesová na fotografii z roku 1989

Miep Giesová (rodným jménem Hermine Santrouschitz; 15. února 1909 – 11. ledna 2010) byla nizozemská žena, která během druhé světové války pomáhala skrývat Anne Frankovou, její rodinu a několik dalších rodinných přátel před nacisty v zadním traktu domu, kde původně sídlila firma Annina otce.
Poté, co gestapo úkryt odhalilo, se Miep Giesové podařilo uschovat nalezený Annin deník. Anne zemřela počátkem března 1945 na tyfus v koncentračním táboře Bergen-Belsen. Holokaust ze všech ukrývaných Židů přežil pouze Annin otec Otto. Miep Giesová mu po válce uschovaný deník předala a on jej v roce 1947 vydal (v českém prostředí známý jako Deník Anne Frankové).
Za statečnost byla Miep Giesové udělena řada ocenění. V roce 1994 jí byl udělen německý Záslužný řád Spolkové republiky Německo (Bundesverdienstkreuz), o rok později byla izraelským památníkem Jad Vašem prohlášena Spravedlivou mezi národy a v roce 1997 byla nizozemskou královnou Beatrix pasována na rytíře.
Byla poslední žijící ze skupiny lidí, kteří pomáhali Frankovy a jejich přátele ukrývat. Zemřela v lednu 2010 ve věku 100 let.